# Амудар'їнська область
Амудар'їнська область — область Туркестанської АРСР. Центр — Чимбай.
Була утворена в 1918 році з частини Сирдар'їнської області.
У грудні 1924 року ввійшла до складу Каракалпацької АО.